# Journal of the Korean Astronomical Society
Journal of the Korean Astronomical Society is een internationaal, aan collegiale toetsing onderworpen wetenschappelijk tijdschrift op het gebied van de astronomie.
Het wordt uitgegeven door de Korean Astronomical Society en verschijnt tweemaandelijks.
Het eerste nummer verscheen in 1968.